# Pădurea Seaca-Movileni
Pădurea Seaca-Movileni este o arie protejată de interes național ce corespunde categoriei a IV-a IUCN (rezervație naturală de tip forestier și botanic), situată în județul Vaslui, pe teritoriul administrativ al comunei Coroiești.

## Localizare
Pădurea Seaca-Movileni se află în partea sud-vestică a județului Vaslui și cea nord-estică a satului Movileni și se întinde pe o suprafață de 44,10 hectare.

## Descriere
Rezervația naturală declarată arie protejată prin Hotărârea de Guvern Nr.2151 din 30 noiembrie 2004 este un rest din pădurile xeroterme de silvostepă din Colinele Tutovei, ce adăpostește mai multe specii arboricole și ierboase specifice zonei.

## Floră

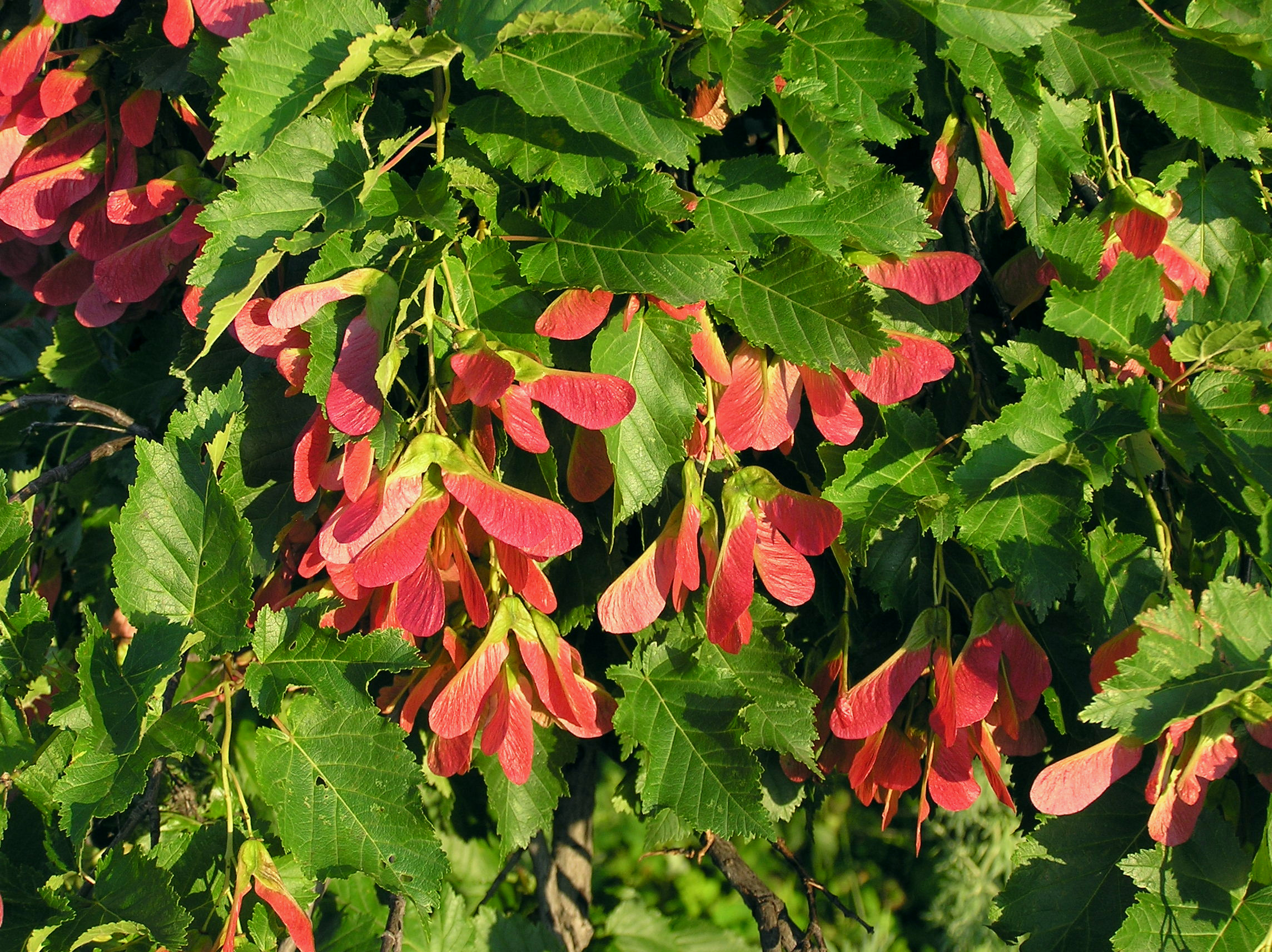
Gladiş (Acer tataricum)

### Specii forestiere
Vegetația arboricolă este reprezentată de specii de: stejar pufos (Quercus pubescens), stejar  (Quercus robur), gârniță (Quercus frainetto), gorun (din genurile Quercus petraea, Quercus dalechampii), stejar brumăriu (Quercus pedunculiflora), mojdrean (Fraxinus ornus) sau gladiș (Acer tataricum).

### Specii ierboase

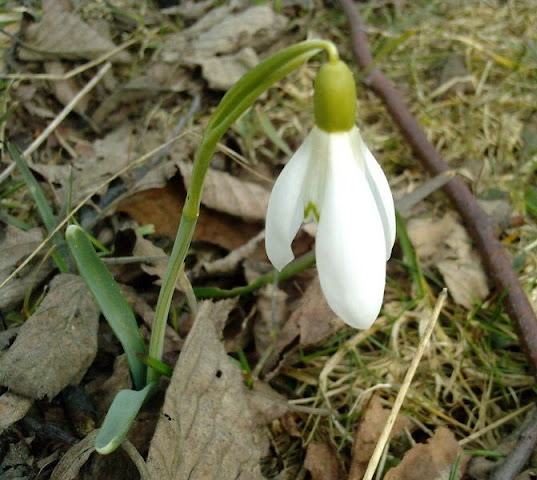
Ghiocel (Dianthus L.)

La nivelul ierburilor sunt întâlnite mai multe specii floristice, dintre care: clopoțel (din genul Campanula macrostachya), curcubeu (Lychnis coronaria), ghiocel (Galanthus L.), gușa porumbelului (Silene vulgaris), tătăneasă de pădure (Symphytum ottomanum), garofiță (din genul Dianthus membranaceus) sau specia de stânjenl din genul Iris aphylla.

## Căi de acces
- Drumul județean (DJ243B) - Bârlad - Crâng - Ciocani - Movileni

## Galerie foto

### Specii floristice

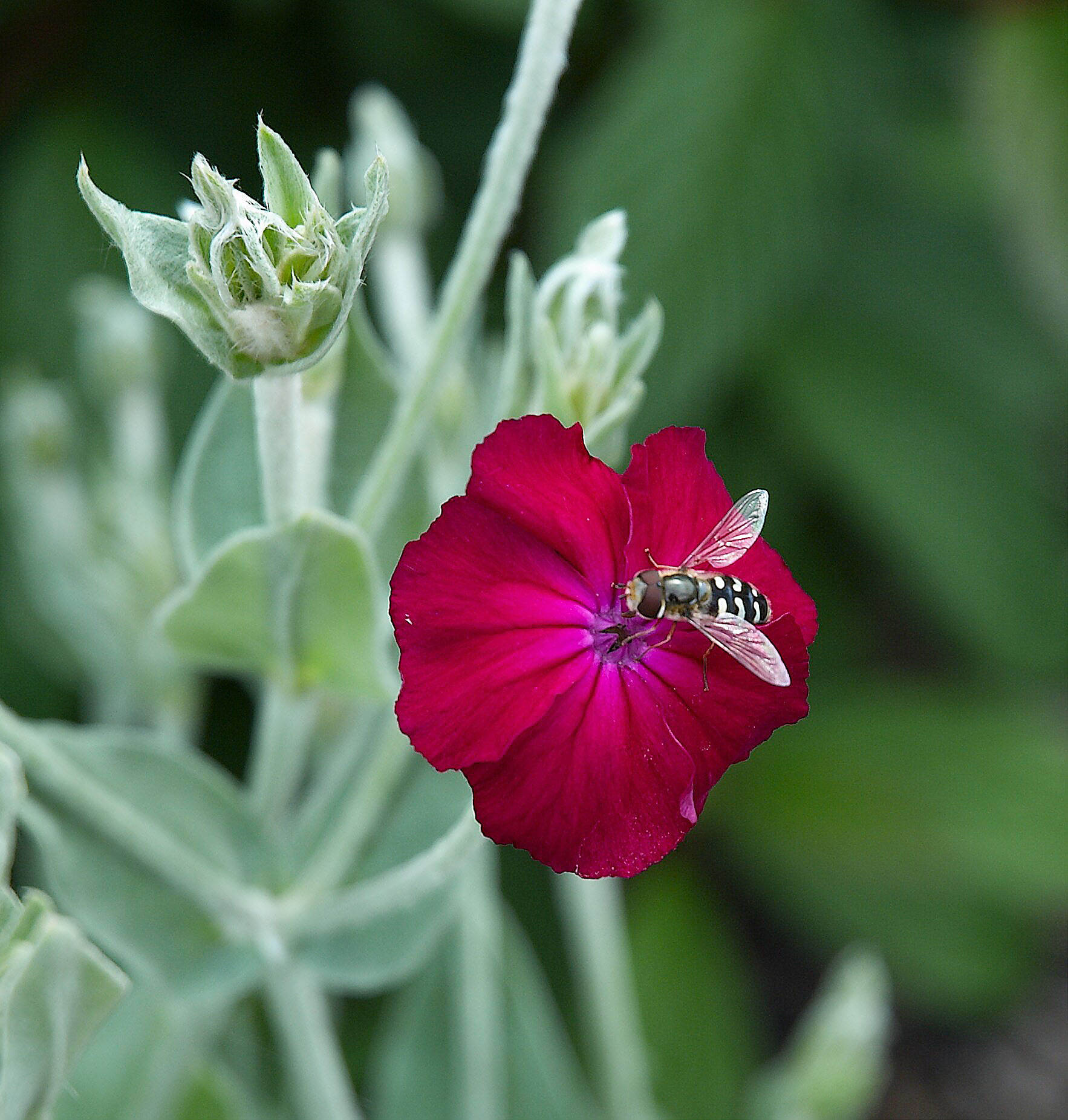
Flocoşele (Lychnis coronaria)
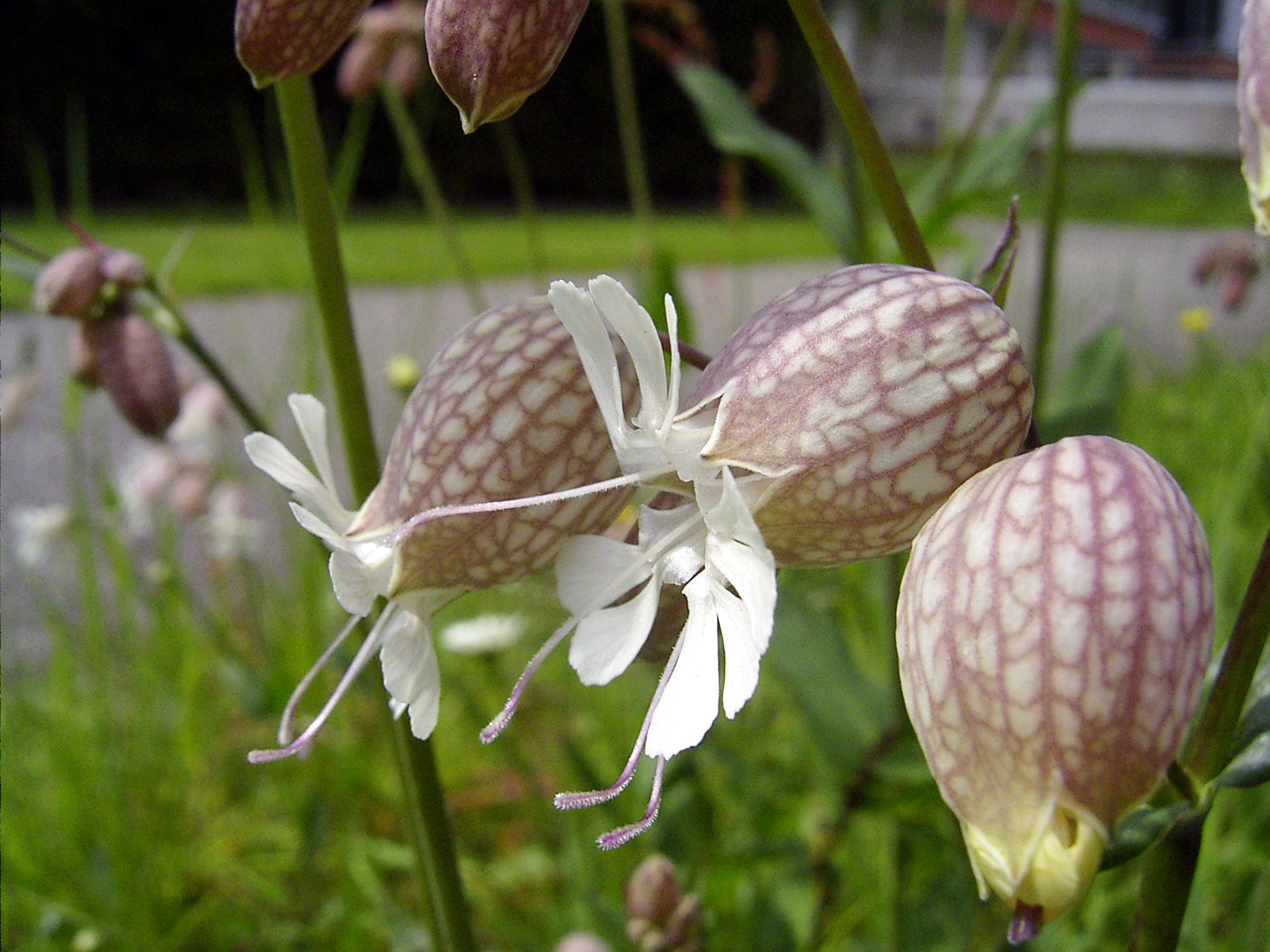
Guşa porumbelului (Silene vulgaris)
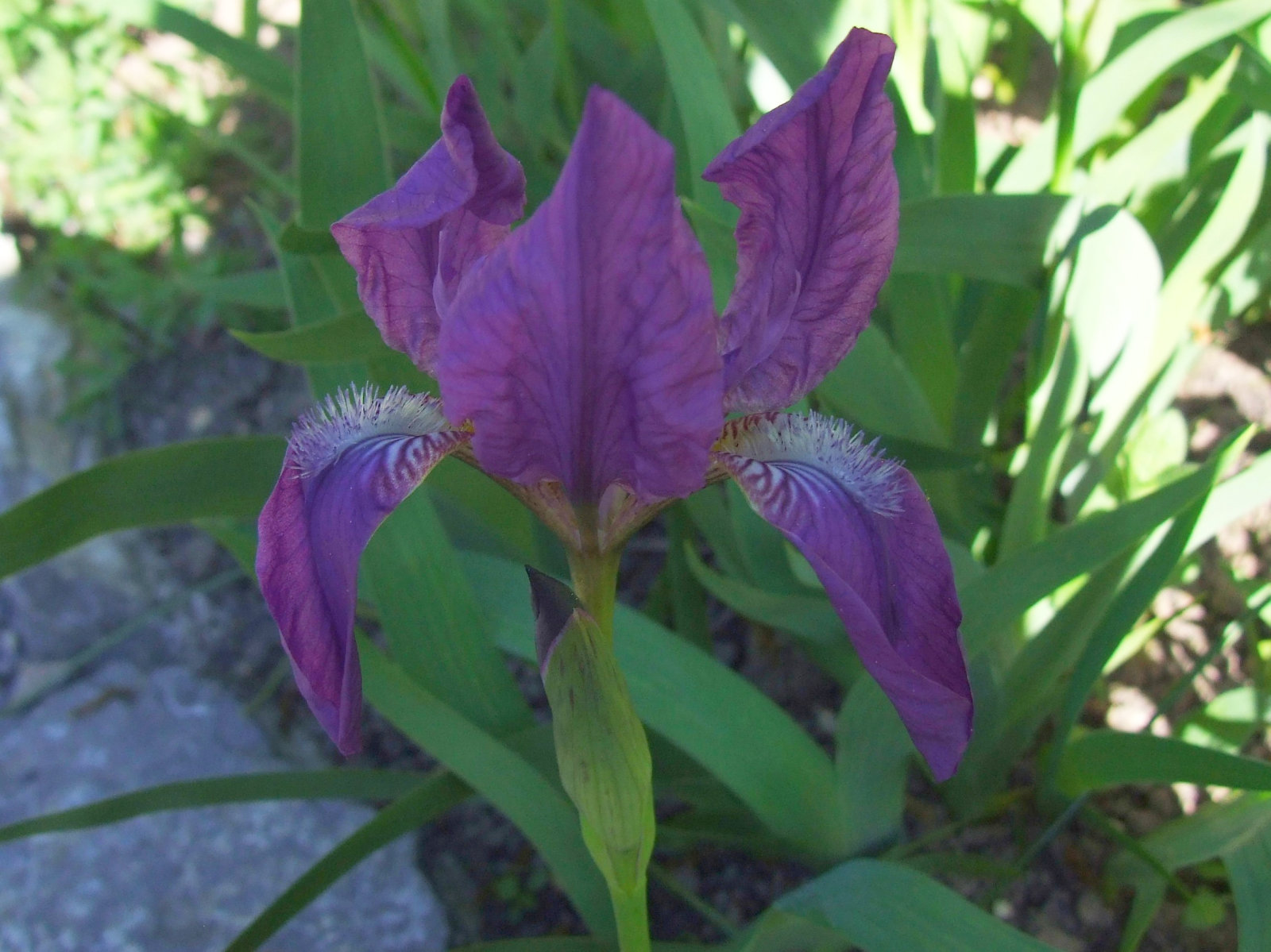
Stânjenel (Iris aphylla)